# Томакасы
Томакасы́ (чув. Томаккасси) — деревня в Чебоксарском районе Чувашской Республики. Входит в состав Атлашевского сельского поселения.

## География
Находится в северной части Чувашии на расстоянии приблизительно 9 км на восток-северо-восток по прямой от районного центра поселка Кугеси на левобережье реки Кукшум.

## История
Известна с 1858 года. Какое-то время была околотком деревни Аккузова (ныне в составе деревни Толиково). В 1897 году было 160 жителей, в 1926 — 41 двор, 201 житель, в 1939—230 жителей, в 1979—130. В 2002 году 51 двор, 2010 — 25 домохозяйств. В период коллективизации был организован колхоз «Челюскинец» с цехами мебели, столярно-плотницких работ и ложкарным, в 2010 году действовал СХК «Атлашевский».

## Население
Постоянное население составляло 58 человек (чуваши 100 %) в 2002 году, 53 в 2010.